# Diploma de Estudios Avanzados
El Diploma de Estudios Avanzados (DEA) es una titulación acreditativa de los estudios de postgrado realizados, que se otorgaba en España, que garantiza y acredita la Suficiencia Investigadora y reconoce el trabajo desarrollado por el doctorando en un determinado campo de especialización (Área de Conocimiento). 
El Diploma de Estudios Avanzados (DEA) en España es un título universitario oficial que se implanta a partir del Real Decreto 778/1998, de 30 de abril, por el que se regula el tercer ciclo de estudios universitarios, la obtención y expedición del título de Doctor y otros estudios de postgrado. Este título en España desapareció al crearse los actuales títulos de Máster Universitario (Real Decreto 56/2005, de 21 de enero, por el que se regulan los estudios universitarios oficiales de postgrado) y era un título oficial situado entre los antiguos títulos universitarios (Licenciatura, Ingeniería, Arquitectura) y el antiguo título de Doctor. Aunque de nivel ISCED 8 como el nuevo título de Doctor del EEES.
Para acceder al Diploma de Estudios Avanzados se debía contar con una Licenciatura o Ingeniería cuyos niveles (MECES) se corresponden actualmente al nivel de máster, siendo por tanto un Diploma de mayor nivel que el título de máster que es el que permite acceder al nuevo Doctorado del Espacio Europeo de Educación Superior (EEES). La realización del DEA, permitía certificaciones intermedias de cada una de sus dos fases: Fase de Docencia y Fase de Investigación. La defensa ante un tribunal del trabajo de investigación concluía con la  obtención del Diploma de Estudios Avanzados. Este Diploma certificaba la realización completa de los estudios de doctorado independientes a la realización o no, de la posterior Tesis Doctoral. 
Conforme a la Clasificación Internacional Normalizada de la Educación (ISCED 2011), en términos de logro educativo, este Diploma por constituir una certificación intermedia otorgada por la conclusión de etapas (o programas) de un primer título de nivel de doctorado o equivalente considerada insuficiente para concluir el nivel completo, se clasifica en el nivel ISCED 8. (a):  
| 8                       | |
| Doctorado o equivalente | Programas de nivel de doctorado aún no suficientes para conducir al título de doctor. ISCED-P: 841; ISCED-A: 840) |

Siendo por tanto un título de Tercer ciclo - (MECES) 4 - EQF 8, como el nuevo grado de Doctor del Espacio Europeo de Educación Superior (EEES).
El DEA se obtenía mediante la presentación y defensa ante un tribunal de tres doctores de una memoria docente e investigadora, resumen de los dos períodos (docencia e investigación) de la primera fase del tercer ciclo que constituían los estudios de doctorado previos a la elaboración y defensa de la tesis doctoral:
- En el período de docencia se debía completar un mínimo de 20 créditos, dentro de un programa de Doctorado. Esto daba derecho a la obtención por parte del doctorando de un Certificado global y cuantitativamente valorado, que acredita la superación del curso de docencia del tercer ciclo de estudios universitarios. Este certificado es homologable en todas las Universidades.
- En el periodo de investigación se debía completar un mínimo de 12 créditos, consistentes en el desarrollo de uno o varios trabajos de investigación tutelados, dentro de uno de los Departamentos que desarrollen el programa al que esté adscrito el doctorando.

Una vez superados ambos períodos de duración mínima de un año académico cada uno, se hacía una valoración de los conocimientos adquiridos y de la capacidad investigadora del doctorando, en los distintos cursos, seminarios y período de investigación tutelado realizados por el mismo, en una exposición pública que se efectuaba ante un Tribunal único para cada programa, propuesto por los Departamentos responsables del programa y aprobado por la Comisión de Doctorado. El tribunal estaba formado por tres Doctores, uno de los cuales era ajeno al Departamento del programa de Doctorado, pudiendo ser de otra Universidad o del Consejo Superior de Investigaciones Científicas. Uno de los miembros de este Tribunal, que ha de ser Catedrático de Universidad, actuaba de Presidente.
La obtención del DEA era obligatoria para la obtención del antiguo grado de Doctor.
Con la implantación de la nueva estructura de estudios universitarios del Espacio Europeo de Educación Superior (EEES) conocido como Plan Bolonia, este Diploma ya no se otorga en España. Actualmente es necesario el título de Máster para acceder al nuevo Doctorado del Espacio Europeo de Educación Superior (EEES). No obstante, los que cuenten con el antiguo DEA tienen acceso a la redacción de la tesis doctoral de los actuales estudios de Doctorado, pues el DEA es homologable en todas las universidades españolas. 